# Olympische Sommerspiele 1968/Leichtathletik – Weitsprung (Männer)

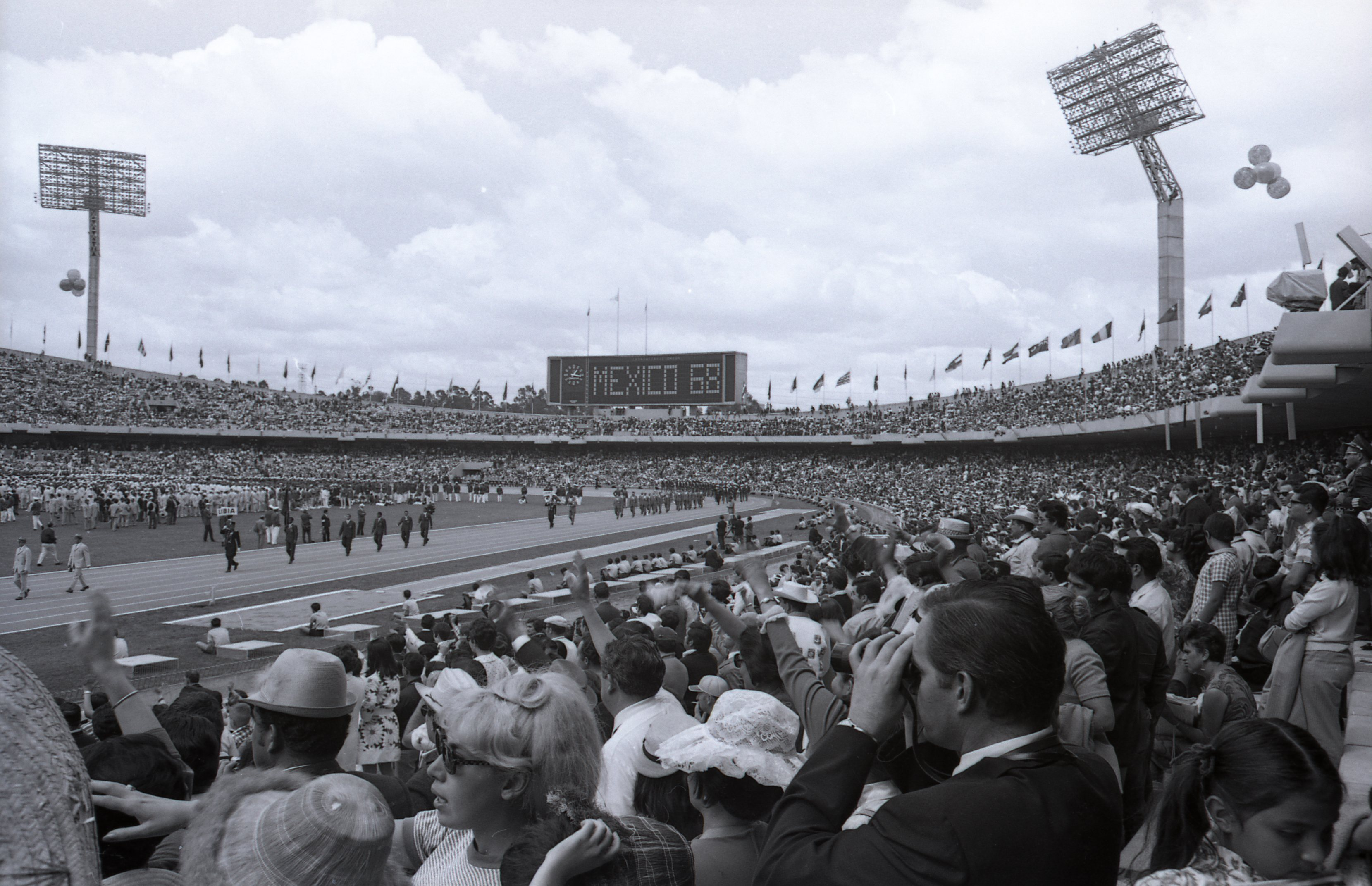
Das Olympiastadion während der Eröffnungsfeier 1968

Der Weitsprung der Männer bei den Olympischen Spielen 1968 in Mexiko-Stadt wurde am 17. und 18. Oktober 1968 im Estadio Olímpico Universitario ausgetragen. 35 Athleten nahmen teil.
Olympiasieger wurde der US-Amerikaner Bob Beamon. Er gewann mit einer neuen Weltrekordweite von 8,90 m vor Klaus Beer aus der DDR und Ralph Boston aus den USA.
Der Rekordsprung des Siegers Beamon war die wohl bekannteste Leichtathletikleistung der Spiele von Mexiko-Stadt. Beamon übertraf den bis dahin bestehenden Weltrekord um gleich 55 Zentimeter. Es war die größte Verbesserung des Weltrekordes in der Geschichte des Weitsprungs. Dieser Rekord hatte 23 Jahre Bestand, bevor am 30. August 1991 bei den Weltmeisterschaften 1991 in Tokio der US-Amerikaner Mike Powell fünf Zentimeter weiter sprang. Beamons 8,90 m haben als Olympiarekord heute noch Bestand – Stand September 2021, die Weite ist der älteste noch bestehende olympische Rekord.
Für die Bundesrepublik Deutschland – offiziell Deutschland – startete Reinhold Boschert, der sich für das Finale qualifizierte und Zwölfter wurde.

Die DDR – offiziell Ostdeutschland – war durch den Silbermedaillengewinner Klaus Beer vertreten.

Athleten aus der Schweiz, Österreich und Liechtenstein nahmen nicht teil.

## Rekorde

### Bestehende Rekorde
| Weltrekord         | 8,35 m | Ralph Boston ( USA)               | Modesto, USA           | 29. Mai 1965      |
| Weltrekord         | 8,35 m | Igor Ter-Owanesjan ( Sowjetunion) | Mexiko-Stadt, Mexiko   | 19. Oktober 1967  |
| Olympischer Rekord | 8,12 m | Ralph Boston ( USA)               | Finale OS Rom, Italien | 2. September 1960 |

### Rekordverbesserungen
Zunächst wurde der olympische Rekord und einen Tag darauf auch der Weltrekord verbessert:
- Olympischer Rekord: 8,27 m – Ralph Boston (USA), Qualifikation am 17. Oktober, erster Versuch bei Windstille
- Weltrekord: 8,90 m – Bob Beamon (USA), Finale am 18. Oktober, erster Versuch bei einem Rückenwind von 2,0 m/s

## Durchführung des Wettbewerbs
35 Athleten traten am 17. Oktober zu einer Qualifikationsrunde an, die in zwei Gruppen absolviert wurde. Siebzehn Wettbewerber – hellblau unterlegt – erreichten das Finale am 18. Oktober über direkte Qualifikationsweite von 7,65 m. Damit war die Mindestanzahl von zwölf Finalteilnehmern deutlich übertroffen. Im Finale hatte jeder Springer zunächst drei Versuche. Zum ersten Mal bei Olympischen Spielen standen den acht besten – und nicht wie bisher nur den sechs besten – Athleten anschließend drei weitere Sprünge zu.

## Zeitplan
17. Oktober, 10:30 Uhr: Qualifikation

18. Oktober, 15:30 Uhr: Finale
Anmerkung: Alle Zeiten sind in Ortszeit Mexiko-Stadt (UTC −6) angegeben.

## Legende
Kurze Übersicht zur Bedeutung der Symbolik – so üblicherweise auch in sonstigen Veröffentlichungen verwendet:
| – | verzichtet                                 |
| x | ungültig                                   |
| w | Windunterstützung über dem zulässigen Wert |

## Qualifikation
Datum: 17. Oktober 1968, ab 10:30 Uhr

### Gruppe A
| Platz | Name              | Nation            | 1. Versuch (m) Wind (m/s) | 2. Versuch (m) Wind (m/s) | 3. Versuch (m) Wind (m/s) | Resultat (m) | Anmerkung |
| 1     | Ralph Boston      | USA               | 8,27 / ±0,0 OR            | –                         | –                         | 8,27         | OR        |
| 2     | Bob Beamon        | USA               | x                         | x                         | 8,19 / ±0,0               | 8,19         |           |
| 3     | Tõnu Lepik        | Sowjetunion       | 7,91 / ±0,0               | –                         | –                         | 7,91         |           |
| 3     | Jack Pani         | Frankreich        | 7,91 / ±0,0               | –                         | –                         | 7,91         |           |
| 5     | Michael Ahey      | Ghana             | 7,18 / −0,6               | 7,77 / +2,8               | –                         | 7,77         | w         |
| 6     | Victor Brooks     | Jamaika           | x                         | 7,54 / ±0,0               | 7,72 / ±0,0               | 7,72         |           |
| 7     | Andrzej Stalmach  | Polen             | 7,60 / ±0,0               | 7,48 / ±0,0               | 7,70 / +2,0               | 7,70         |           |
| 8     | Leonid Barkowskyj | Sowjetunion       | 7,25 / ±0,0               | 7,70 / −2,0               | –                         | 7,70         |           |
| 9     | Hiroomi Yamada    | Japan             | 7,67 / −1,2               | –                         | –                         | 7,67         |           |
| 10    | Alan Lerwill      | Großbritannien    | 7,57 / ±0,0               | 7,62 / ±0,0               | 7,60 / +0,4               | 7,62         |           |
| 11    | Shinji Ogura      | Japan             | 7,57 / ±0,0               | x                         | 7,28 / ±0,0               | 7,57         |           |
| 12    | Philippe Housiaux | Belgien           | 7,30 / ±0,0               | 7,44 / ±0,0               | 7,40 / ±0,0               | 7,44         |           |
| 13    | Clément Sagna     | Senegal           | 7,26 / +0,4               | 7,17 / ±0,0               | 7,31 / ±0,0               | 7,31         |           |
| 14    | Jerry Wisdom      | Bahamas           | x                         | x                         | 6,99 / +2,2               | 6,99         | w         |
| 15    | Chen Ming-chi     | Taiwan            | 6,62 / ±0,0               | x                         | 6,71 / ±0,0               | 6,71         |           |
| 16    | Owen Meighan      | Britisch Honduras | x                         | 6,06 / ±0,0               | 6,06 / ±0,0               | 6,06         |           |
| NM    | Peter Reed        | Großbritannien    | x                         | x                         | x                         | ogV          |           |
| DNS   | Phil May          | Australien        |                           |                           |                           |              |           |
| DNS   | Henrik Kalocsai   | Ungarn            |                           |                           |                           |              |           |
| DNS   | Giuseppe Gentile  | Italien           |                           |                           |                           |              |           |
| DNS   | Chen Chuan-Show   | Taiwan            |                           |                           |                           |              |           |

### Gruppe B
| Platz | Name               | Nation         | 1. Versuch (m) Wind (m/s) | 2. Versuch (m) Wind (m/s) | 3. Versuch (m) Wind (m/s) | Resultat (m) |
| 1     | Lynn Davies        | Großbritannien | x                         | x                         | 7,94 / ±0,0               | 7,94         |
| 2     | Charles Mays       | USA            | 7,85 / +0,5               | –                         | –                         | 7,85         |
| 3     | Reinhold Boschert  | BR Deutschland | x                         | 7,79 / −1,0               | –                         | 7,79         |
| 4     | Klaus Beer         | DDR            | 7,77 / ±0,0               | –                         | –                         | 7,77         |
| 4     | Lars-Olof Höök     | Schweden       | 7,77 / ±0,0               | –                         | –                         | 7,77         |
| 6     | Gérard Ugolini     | Frankreich     | 7,75 / ±0,0               | –                         | –                         | 7,75         |
| 7     | Igor Ter-Owanesjan | Sowjetunion    | 7,74 / ±0,0               | –                         | –                         | 7,74         |
| 8     | Allen Crawley      | Australien     | x                         | 7,71 / ±0,0               | –                         | 7,71         |
| 9     | Pertti Pousi       | Finnland       | 7,46 / ±0,0               | 7,63 / ±0,0               | x                         | 7,63         |
| 10    | Laurent Sarr       | Senegal        | 7,27 / −1.0               | 7,50 / +2,0               | 7,61 / ±0,0               | 7,61         |
| 11    | Galdino Flores     | Mexiko         | 7,38 / −3,0               | 7,59 / ±0,0               | x                         | 7,59         |
| 12    | Naoki Abe          | Japan          | 7,44 / −2,2               | x                         | 7,58 / ±0,0               | 7,58         |
| 13    | Wellesley Clayton  | Jamaika        | 7,54 / ±0,0               | 7,57 / ±0,0               | x                         | 7,57         |
| 14    | Michel Charland    | Kanada         | 7,15 / ±0,0               | 7,35 / ±0,0               | 7,35 / ±0,0               | 7,35         |
| 15    | Su Wen-ho          | Taiwan         | 7,30 / −1,8               | x                         | 7,14 / +0,5               | 7,30         |
| 16    | Anthony Chong      | Malaysia       | 7,09 / −0.8               | x                         | 7,29 / ±0,0               | 7,29         |
| 17    | Donald Vélez       | Nicaragua      | x                         | 6,63 / ±0,0               | x                         | 6,63         |
| 18    | Jean Cochard       | Frankreich     | 6,11 / +2,0               | –                         | x                         | 6,11         |
| DNS   | Johnson Amoah      | Ghana          |                           |                           |                           |              |
| DNS   | Zoltán Cziffra     | Ungarn         |                           |                           |                           |              |
| DNS   | Labh Singh         | Indien         |                           |                           |                           |              |

## Finale
Datum: 18. Oktober 1968, 15:30 Uhr
| Platz | Name                | Nation | 1. Versuch (m) Wind (m/s) | 2. Versuch (m) Wind (m/s) | 3. Versuch (m) Wind (m/s) | 4. Versuch (m) Wind (m/s)                | 5. Versuch (m) Wind (m/s)                | 6. Versuch (m) Wind (m/s)                | Resultat (m) |
| 1     | Bob Beamon          | USA    | 8,90 / +2,0 WR            | 8,04 / ±0,0               | –                         | –                                        | –                                        | –                                        | 8,90 WR      |
| 2     | Klaus Beer          | DDR    | 7,97 / +2,0               | 8,19 / ±0,0               | x                         | 7,62 / ±0,0                              | x                                        | x                                        | 8,19000      |
| 3     | Ralph Boston        | USA    | 8,16 / +2,0               | 8,05 / ±0,0               | 7,91 / ±0,0               | x                                        | x                                        | 7,97 / −1,6                              | 8,16000      |
| 4     | Igor Ter-Owanessjan | URS    | 8,12 / ±0,0               | 8,09 / ±0,0               | x                         | x                                        | 8,10 / ±0,0                              | 8,08 / −1,6                              | 8,12000      |
| 5     | Tõnu Lepik          | URS    | 7,82 / −0,2               | 8,09 / +2,0               | 7,63 / +2,0               | 7,36 / ±0,0                              | 7,84 / ±0,0                              | 7,75 / ±0,0                              | 8,09000      |
| 6     | Allen Crawley       | AUS    | x                         | 8,01 / +1,4               | x                         | 7,80 / ±0,0                              | x                                        | 8,02 / ±0,0                              | 8,02000      |
| 7     | Jack Pani           | FRA    | 7,94 / ±0,0               | 7,97 / ±0,0               | 7,69 / ±0,0               | 7,58 / +1,4                              | 7,61 / ±0,0                              | x                                        | 7,97000      |
| 8     | Andrzej Stalmach    | POL    | 7,71 / ±0,0               | 7,94 / ±0,0               | 7,88 / ±0,0               | 7,75 / +1,4                              | 7,75 / ±0,0                              | 7,84 / ±0,0                              | 7,94000      |
|       |                     |        |                           |                           |                           |                                          |                                          |                                          |              |
| 9     | Lynn Davies         | GBR    | 6,43 / −1,2               | 7,94 / ±0,0               | x                         | nicht im Finale der besten acht Springer | nicht im Finale der besten acht Springer | nicht im Finale der besten acht Springer | 7,94 a00     |
| 10    | Hiroomi Yamada      | JPN    | x                         | 7,93 / +4,9               | x                         | nicht im Finale der besten acht Springer | nicht im Finale der besten acht Springer | nicht im Finale der besten acht Springer | 7,93 w0      |
| 11    | Leonid Barkowskyj   | URS    | 7,90 / "±0,0              | 7,82 / +1,6               | x                         | nicht im Finale der besten acht Springer | nicht im Finale der besten acht Springer | nicht im Finale der besten acht Springer | 7,90000      |
| 12    | Reinhold Boschert   | FRG    | x                         | 7,54 / ±0,0               | 7,89 / ±0,0               | nicht im Finale der besten acht Springer | nicht im Finale der besten acht Springer | nicht im Finale der besten acht Springer | 7,89000      |
| 13    | Michael Ahey        | GHA    | 7,71 / +0,6               | 7,57 / +0,6               | 7,40 / +0,4               | nicht im Finale der besten acht Springer | nicht im Finale der besten acht Springer | nicht im Finale der besten acht Springer | 7,71000      |
| 14    | Lars-Olof Höök      | SWE    | 7,66 / +2,0               | x                         | x                         | nicht im Finale der besten acht Springer | nicht im Finale der besten acht Springer | nicht im Finale der besten acht Springer | 7,66000      |
| 15    | Victor Brooks       | JAM    | x                         | x                         | 7,51 / +0,4               | nicht im Finale der besten acht Springer | nicht im Finale der besten acht Springer | nicht im Finale der besten acht Springer | 7,51000      |
| 16    | Gérard Ugolini      | FRA    | 7,44 / ±0,0               | 7,02 / ±0,0               | x                         | nicht im Finale der besten acht Springer | nicht im Finale der besten acht Springer | nicht im Finale der besten acht Springer | 7,44000      |
| NM    | Charles Mays        | USA    | x                         | x                         | x                         | nicht im Finale der besten acht Springer | nicht im Finale der besten acht Springer | nicht im Finale der besten acht Springer | ogV000       |

Für diesen Wettkampf gab es drei Favoriten: den Olympiasieger von 1960 und Weltrekordhalter Ralph Boston aus den USA, den sowjetischen Mitweltrekordler Igor Ter-Owanesjan und den britischen Olympiasieger von 1964 Lynn Davies. Während Boston in der Qualifikation gleich im ersten Versuch einen neuen Olympiarekord sprang, hatte Davies Mühe und schaffte den Finaleinzug erst im dritten und letzten Versuch.
Siebzehn Springer hatten die geforderte Qualifikationsweite erreicht und standen im Finale. Gleich im ersten Versuch gelang dem als großes Talent geltenden Bob Beamon die für unmöglich gehaltene Weite von 8,90 m – 55 Zentimeter weiter als der bestehende Weltrekord. In der Qualifikation war Beamon mit dem Anlauf nicht zurechtgekommen und hatte sich wie Davies erst mit seinem letzten Versuch qualifiziert. Sein 8,90-Meter-Sprung indes war für die bestehenden Messvorrichtungen erheblich zu weit, diese waren bis zu einer Weite von 8,60 m ausgelegt. Erst mit einem herbeigeschafften Stahlmaßband ließ sich das korrekte Ergebnis ermitteln. Die Windunterstützung lag im gerade noch zulässigen Bereich von 2,0 Metern pro Sekunde, sodass der Sprung als Weltrekord anerkannt werden konnte. Beamon sprang daraufhin nur noch einmal und beließ es anschließend dabei – im Wissen, dass ihm eine solche Weite niemals ein zweites Mal gelingen würde.
Beamons Gegner waren wie gelähmt. Eine weitere Überraschung war der Silbermedaillengewinn des DDR-Springers Klaus Beer, der im zweiten Versuch auf 8,19 m kam und damit sogar noch drei cm vor Ralph Boston lag. Igor Ter-Owanesjan wurde mit 8,12 m Vierter.
Überliefert sind Reaktionen von Davies und Ter-Owanesjan auf Beamons Sprung. So sagte der sowjetische Mitfavorit zu Davies: Compared to this jump, we are as children, – deutsch: Verglichen mit diesem Sprung sind wir wie Kinder. – Davies meinte: "You have destroyed this event." – deutsch: Du hast diesen Wettkampf zerstört.

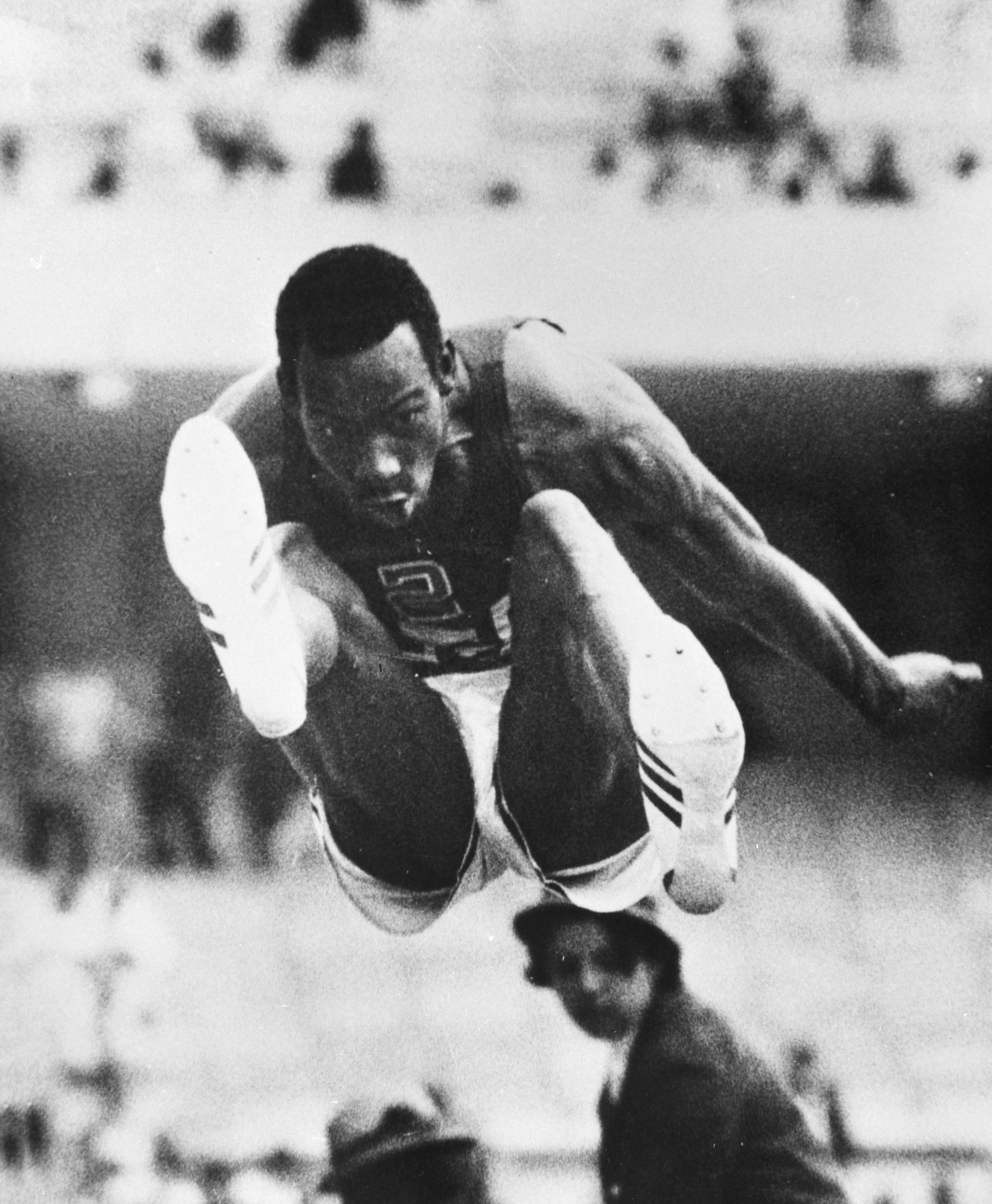
Olympiasieger Bob Beamon bei seinem Siegsprung
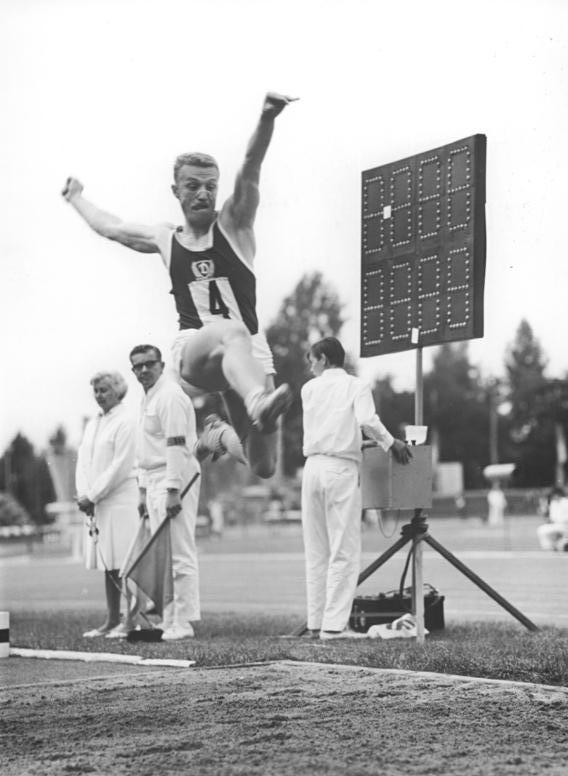
Silbermedaillengewinner Klaus Beer
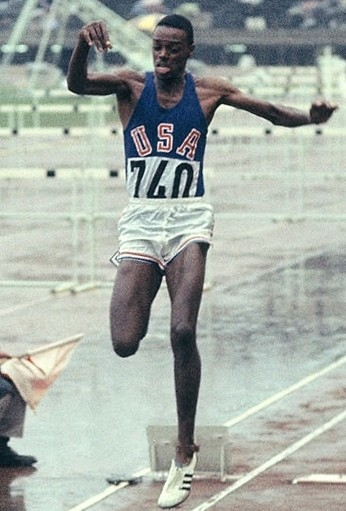
Ralph Boston, 1960 Olympiasieger und 1964 Olympiazweiter, machte hier seinen Medaillensatz mit Bronze komplett

## Video
- Bob Beamon's World Record Long Jump - 1968 Olympics, youtube.com, abgerufen am 9. November 2017